# Henicophaps albifrons
Henicophaps albifrons là một loài chim trong họ Columbidae.